# 新家増美
新家 増美（しんや ますみ）は、中華人民共和国在住の日本人学者。中国国内の住宅保障､災害リスク管理ソーシャルワーク研究者の第一世代。山口県宇部市生まれ。

## 経歴

### 学歴
- 昭和52年（1977年）山口県立宇部高等学校卒業
- 昭和57年（1982年）大阪教育大学教育学部卒業
- 昭和59年（1984年）大阪教育大学大学院修了、修士号（教育学）
- 平成4年（1992年）神戸大学大学院自然科学研究科博士課程修了 博士号（学術）

### 職歴
- 平成6年（1994年） 津市立三重短期大学助教授
- 平成9年 （1997年）（NGO）国際居住福祉研究所・主任研究員
- 平成16年（2004年） 日本福祉大学 COE主任研究員
- 平成19年（2007年） 南京大学社会学院准教授（中華人民共和国南京市）
- 平成22年（2010年） 華東理工大学社会与公共管理学院教授（中華人民共和国上海市 ）
- 平成25年（2013年）一般社団法人 伝統芸能継承発展協会理事長

## 活動
1980年のシンガポール国立大学への文部省海外派遣留学生時代にアジアの住宅保障研究を志す。1985年、住宅制度変革期に中国政府国費留学生として清華大学建築系において張守儀教授に師事し、中国の住宅保障研究を行う。1988年には高級進修生として同済大学建築学院の李徳華教授のもとで住宅制度改革の実地調査を行い、アジア経済研究叢書等に執筆。
帰国後、早川和男教授（居住福祉）、小島麗逸教授（中国経済）の指導で、中国の住宅保障研究についての博士論文をまとめる。
2007年に日本人として初めて中国の重点大学・南京大学社会学院の正規准教授となり、社会開発、住宅保障の講義を担当する。2008年の四川大地震後、愛徳基金会、日本社会事業大学と共同で住宅復興調査研究を行い、復興支援のための日中専門家円卓会議のコーディネーターを務めた。華東理工大学教授として来日中、東日本大震災が発生し、被災地で 大槌復興円卓会議開催などのコミュニティ復興支援を行った。

## 著書

### 共著
- （中国総覧編集委員会編）『中国総覧1990年版』霞山会1990年
- （石原享一編）『中国経済の多重構造』アジア経済研究所、1991年
- （中国総覧編集委員会編）『中国総覧1992年版』霞山会、1992年
- （石原享一編）『社会主義市場経済』をめざす中国』アジア経済研究所、1993年
- （小島麗逸編）『発展途上国の都市化と貧困層』アジア経済研究所、1995年
- （中国研究所編）『中国の環境問題』新評論社、1995年
- （小島麗逸、幡谷則子編）『発展途上国の都市政策と社会資本建設』アジア経済研究所、1996年
- （石原享一ほか編）『途上国の経済発展と社会変動』緑蔭書房、1997年
- （天児慧ほか編）『現代中国事典』岩波書店、1999年
- （田嶋淳子編著）『上海』時事通信社、2000年
- （早川和男、野口定久、武川正吾編） 『居住福祉学と人間―「いのちと住まい」の学問ばなし』 三五館、2002年
- （穂坂光彦ほか編著）『福祉社会開発学―理論・政策・実際』ミネルヴァ書房、2008年
- （中国研究所 編) 『中国年鑑(2009年版) 』毎日新聞社、2009年
- （日本住宅会議)『格差社会の居住貧困―住宅白書 2009‐2010』ドメス出版、2009年
- 山口幸夫 , 新家増美 『踊る復興者たち: 東日本大震災からの伝統芸能を核とする 大槌町の復興』 災害復興の居住福祉学シリーズ 2021